# Margit Kőszegi
Margit Kőszegi, menționată în unele surse ca Margareta Köszegi, (n. 11 martie 1902, Sighetu Marmației, Austro-Ungaria – d. 31 ianuarie 1988, Târgu Mureș, România) a fost o actriță și cântăreață de operă română de etnie maghiară.
A debutat pe scenă în anul 1924 în spectacole de operă și a fost o primadonă populară de operetă în anii 1920 și 1930, pentru ca ulterior să devină artistă a Teatrului Thália din Cluj și mai apoi a Teatrului Național Maghiar din Cluj. A făcut parte după cel de-al Doilea Război Mondial dn trupa Teatrului Secuiesc din Târgu Mureș (1946-1961) și a fost distinsă cu titlul de artist emerit al Republicii Populare Române (1957).

## Biografie

### Tinerețea
S-a născut la 11 martie 1902 în orașul Sighetu Marmației (atunci în comitatul Maramureș al Austro-Ungariei, azi în jud. Maramureș al României). A avut trei surori, prntre care viitoarele artiste Anna (Dusu) Kőszegi (1908-1952) și Mária (Manyi) Kőszegi. Părinții ei obișnuiau să frecventeze spectacolele teatrale, care erau susținute 2-3 luni pe an de o trupă de teatru, și au dus-o acolo și pe ea, încă de la vârsta de cinci ani. Mica Margit i-a cunoscut în acea vreme pe părinții actorului József Csóka, care conduceau Teatrul Național din Szeged, și a admirat rochiile cu paiete purtate de marea tragediană. Familia Kőszegi a locuit la Sighet până în 1919, iar apoi, ca urmare a transferului în interes de serviciu al tatălui viitoarei actrițe, s-a mutat la Zalău și mai târziu la Cluj, unde a locuit pe Strada Republicii, vizavi de casa surorii scriitorului Aladár Kuncz. Tânăra a cunoscut acolo un grup de scriitori maghiari din care făceau parte György Szántó, Sándor Hunyady, János Kemény și frații Béla și Elemér Jancsó.
Margit Kőszegi a promovat examenul de bacalaureat la Zalău în 1920 și, dorind foarte mult să devină medic, s-a înscris la Facultatea de Medicină din Cluj. Moartea părinților ei (tatăl ei a murit în 1920, iar mama ei în 1922) a determinat-o să abandoneze aceste studii, să se transfere în anul I la Facultatea de Drept și, pentru a-și putea întreține cele trei surori mai mici, să se angajeze ca funcționară la judecătoria de ocol. Într-o zi, regizorul principal Miklós Izsó a ascultat-o cum cântă și i-a sugerat să cânte pe scena teatrului din Cluj. Ea a urmat în perioada următoare cursuri de canto și a frecventat școala de actorie a lui Miklós Izsó.

### Începuturile carierei artistice
Cariera artistică a lui Margit Kőszegi a început în anul 1924, când Miklós Izsó a anunțat-o că lipsea o cântăreață la un spectacol de operă. În urma audiției susținute în fața dr. Miklós Bródy (dirijorul de operă al Teatrului Maghiar din Cluj), a debutat pe scenă la 27 mai 1924 în opera Carmen de Bizet, jucând alături de tenorul italian Giacomo Borelli și de soprana maghiară Lili Neményi. Ea a interpretat apoi rolurile Suzuki din opera Madama Butterfly de Puccini și Maddalena din Rigoletto de Verdi, cântând în ambele spectacole alături de tenorul român Traian Grozăvescu. Regizorul Jenő Janovics, directorul Teatrului Maghiar din Cluj, a încercat să o convingă să semneze contractul de angajare, dar a fost refuzat. Margit Kőszegi a acceptat în cele din urmă să facă parte din trupa permanentă a teatrului clujean după ce a primit o decizie de transfer ca funcționară la judecătoria din Mociu și a fost o membră de bază a trupei de operă alături de Lili Neményi și Margit Dajka.
A interpretat apoi rolurile Frasquita din Carmen de Bizet, Gilda din Rigoletto de Verdi și Lola din Cavalleria rusticana de Mascagni, dar spectacolele de operă de pe scena Teatrului Maghiar din Cluj au fost sistate după doi ani, iar Jenő Janovics i-a oferit lui Margit Kőszegi postul de primadonă de operetă. Margit Kőszegi a jucat în perioada următoare roluri minore în spectacole teatrale pentru a învăța cum să se miște și să vorbească pe scenă, combinând astfel activitatea de primadonă de operetă cu cea de actriță în piesele de teatru de inspirație populară. Debutul efectiv al ei în cariera teatrală a fost realizat ub îndrumarea regizorului István Szentgyörgyi, care a distribuit-o în rolul  Rózsi Finum din piesa A falu rossza („Golanul satului”) de Ede Tóth.
Margit Kőszegi a devenit una dintre cele mai populare primadone de operetă și cântărețe din spectacolele teatrale de limbă maghiară în anii 1920 și 1930. A părăsit, alături de alți actori, Teatrul Maghiar din Cluj în 1930, după înlăturarea în urma intrigilor a directorului Jenő Janovics, și a făcut parte din trupa ambulantă de teatru a lui Ernő Vigh în anii 1930–1933, jucând, alături de surorile sale, de Manci Borsos și de Oszkár Borovszky, în spectacole de operetă și de teatru în orașe mari precum Sibiu și Arad, dar mai ales în orașe mici (Orăștie, Târnăveni, Oravița, Reșița, Săcueni, Petroșani, Vulcan, Lupeni) și în sate, și confruntându-se uneori cu manifestări antimaghiare organizate de studenți legionari sau cu refuzul autorităților de a le permite să-și țină spectacolele. În acei ani l-a cunoscut pe actorul Oszkár Borovszky (1894-1966), cu care s-a căsătorit ulterior și cu care a trăit 36 de ani.
În anul 1933 a devenit artistă a Teatrului Thália din Cluj și mai apoi a Teatrului Național Maghiar din Cluj, jucând sub îndrumarea regizorilor Jenő Janovics, István Szentgyörgyi și László Gróf. A interpretat roluri precum Saffi (Johann Strauss fiul: Voievodul țiganilor) și Médi / Frau Marie Tschöll (Schubert–Berté⁠(d): Casa cu trei fete) în spectacolele de operetă, precum și roluri în piese de teatru populare.

### Cariera teatrală la Târgu Mureș

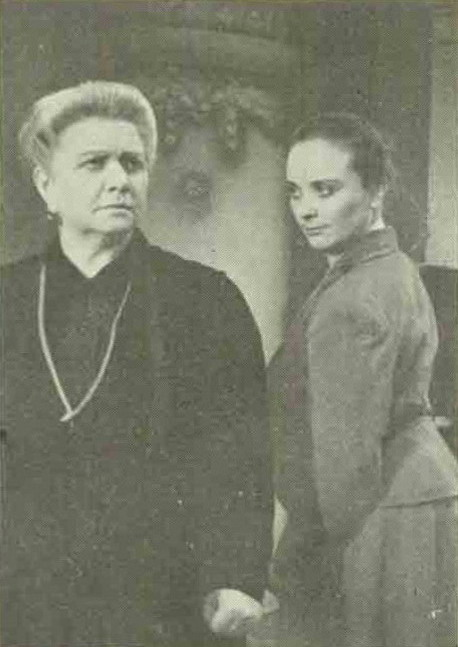
Margit Kőszegi (Vassa Jeleznova) și Irma Erdős (Rașel) în Vassa Jeleznova de Maxim Gorki (1958)

În anul 1946 mai mulți actori maghiari din Cluj și din Oradea au venit la Târgu Mureș pentru a pune bazele unui teatru secuiesc. Margit Kőszegi a părăsit, împreună cu soțul ei, Teatrul Maghiar din Cluj și, la propunerea lui János Kemény, a semnat un contract cu nou-înființatul Teatrul Secuiesc din Târhu Mureș. Dacă până atunci fusese în principal cântăreață în spectacolele de operetă și în piesele de inspirație populară, ea a început să joace tot mai mult în piese de teatru în proză, interpretând numeroase roluri principale mai ales în dramele lui Maxim Gorki, Lev Tolstoi, Aleksandr Griboedov și Anton Cehov, puse în scenă de Miklós Tompa, dar și în comedii. A devenit un membru principal al trupei și a jucat permanent până în anul 1961, când s-a pensionat. A continuat să locuiască la Târgu Mureș până la sfârșitul vieții, fiind distribuită ocazional în spectacole de teatru. Ultima ei apariție pe scenă a avut loc în anul 1984.
Margit Kőszegi a interpretat cu mult talent personaje puternice, îndeosebi femei în vârstă cu necazuri, dar și femei ipocrite, gospodine sau cu un comportament tiranic. Printre personajele interpretate se numără Frasquita din Carmen de Bizet, Gilda (fiica lui Rigoletto) din Rigoletto de Verdi, Adela și Rosalinda din Liliacul de Johann Strauss fiul, Médi și Frau Marie Tschöll din Casa cu trei fete de Schubert–Berté⁠(d), Régina din Pasărea cântătoare de Áron Tamási, Kamilla Szederváry din Paraziții de Gergely Csiky, Vassa Jeleznova din piesa omonimă a lui Maxim Gorki, Vasilisa din Azilul de noapte și stareța din Egor Bulîciov și alții (ambele de Maxim Gorki), doamna în vârstă din Învățătoarea de Sándor Bródy și guvernanta din Efectul razelor gamma asupra anemonelor de Paul Zindel. A jucat, de asemenea, și în filmul românesc Castelanii (1967).
Interpretarea de către Margit Kőszegi a rolului Vassa Jeleznova (în spectacolul pus în scenă de regizorul György Harag) a fost considerată de criticul de teatru Zeno Fodor o „creație remarcabilă; poate cea mai strălucită, într-o carieră lungă și nelipsită de succese”, în timp ce criticul maghiar Endre Sós, care a asistat la un turneu cu această piesă în Ungaria, scria într-un cotidian budapestan că „întruchiparea acestui rol rămâne un eveniment memorabil pentru toți cei ce am urmărit-o cu emoție și încordare pe scena Teatrului «Madách»”.
Margit Kőszegi a primit titlul de artist emerit al Republicii Populare Române în ianuarie 1957, prin decret al Prezidiului Marii Adunări Naționale a R. P. Române, cu ocazia aniversării a 10 ani de la înființarea Teatrului Secuiesc de Stat din Tg. Mureș. Actorul și profesorul András Csorba, care i-a luat un interviu în 1972, afirma că Margit Kőszegi „este adevărata actriță, care este în stare să joace un spectacol întreg cu mâna ruptă, fără să scoată niciun pâs și pentru care teatrul și viața particulară înseamnă același lucru”. Actrița a spus în acel interviu că „nu există bucurie mai mare pe pământ ca asta, când urc pe scenă și mă aflu între colegi. Sunt conștientă că am și dușmani, că există una-alta, dar nimic nu mă interesează, ci doar să fiu între ei. Și asta mă umple de bucurie. Să te afli pe scenă și să vezi publicul.”. Memoriile ei, intitulate Életem a színház („Teatrul este viața mea”), au fost publicate în 1973 de ziarul de limbă maghiară Új Élet.
Actrița a murit la 31 ianuarie 1988 (sau, după altă sursă, la 2 februarie 1988) în orașul Târgu Mureș, la vârsta de 86 de ani. A fost înmormântată la 4 februarie 1988 în Cimitirul Reformat din Târgu Mureș.

## Roluri în spectacole de operă și piese de teatru

### Operă / operetă
- Eugen d'Albert: Tiefland — Nuri
- Georges Bizet: Carmen — Frasquita
- Léo Delibes: Lakmé — Ellen
- Mihály Eisemann: Egy csók és más semmi — dr. Toni Schön
- Mihály Eisemann: Ghinionistul Pierre Lenoir — doamna Lefebre
- Mihály Eisemann: Vadvirág — Klementina, mama dr. Sándor Sziráky
- Szabolcs Fényes: Az utolsó Verebély lány — doamna Erzsi Gáthy
- Szabolcs Fényes: Vén diófa — văduva Szikszay
- Carlo de Fries: Ilyenek a férfiak — Lilien
- Pál Gyöngy: Trei bărbați în zăpadă — Mónika, administratoare
- Imre Kálmán: Az obsitos
- Károly Komjáthy: Harapós férj — Lina
- Dezső Kováts: Egyiptomi legenda — Mira
- Paul Laurent: Studenți îndrăgostiți — Cecil, profesoară
- Franz Lehár: Dragoste de țigan — contesa Ilona / Zorica
- Dezső Losonczy: Egyetlen éjszakára — Viktória
- Pietro Mascagni: Cavalleria rusticana — Lola
- Jacques Offenbach: Frumoasa Elena — Diana
- Giacomo Puccini: Boema — Musetta
- Giacomo Puccini: Madama Butterfly — Suzuki
- Schubert–Berté⁠(d): Casa cu trei fete — Médi / Frau Marie Tschöll
- Bedřich Smetana: Mireasa vândută — Agnes
- Johann Strauss fiul: Liliacul — Adela / Rosalinda
- Johann Strauss fiul: Voievodul țiganilor — Saffi
- Ambroise Thomas: Mignon — Philine
- Giuseppe Verdi: Rigoletto — Gilda
- Giuseppe Verdi: Traviata — Flora

### Teatru
- Jó mulatást (spectacol de varietăți, 1953) — doamna Török
- Vannak még hibák (spectacol de varietăți, 1954) — doamna Kucsera
- Spectacol aniversar în cinstea artistei emerite Margit B. Kőszegi (1975)
- Edward Albee: Totul în grădină — doamna Tooth
- Andi Andrieș: Grădina cu trandafiri — Raluca
- Honoré de Balzac: Frați de arme — domnișoara Hermance
- Miklós Bánffy: A nagyúr — Eirene
- Aurel Baranga: Arcul de triumf
- Aurel Baranga: Iarba rea — Aneta Zaharescu
- István Békeffy: Janika — Mariska
- John Boyton Pristley: Viraj periculos — Maud Ockeridge, scriitoare
- Sándor Bródy: Învățătoarea — o doamnă în vârstă
- Anton Cehov: Pescărușul — Polina Andreevna, soția lui Șamraev
- Anton Cehov: Trei surori — Anfisa
- Anton Cehov: Unchiul Vania — Marina, o bonă bătrână
- Gergely Csiky: Baloane de săpun — Szidónia, soția moșierului Ignác Solmay
- Gergely Csiky: Paraziții — Kamilla Szederváry
- Ivan Franko: Fericirea furată — Nastia, soția vecinului Babici
- Federico García Lorca: Casa Bernardei Alba — Bernarda Alba / La Poncia
- Géza Gárdonyi: Vinul — văduva Eszter Szunyog
- Nikolai Gogol: Revizorul — văduva lăcătușului
- Boris Gorbatov: Tinerețea părinților — Madame Epava, Evdokia Petrovna
- Maxim Gorki: Azilul de noapte — Vasilisa Karpovna, soția lui Kostîliov
- Maxim Gorki: Egor Bulîciov și alții — stareța Melania, sora Xeniei
- Maxim Gorki: Micii burghezi — Akulina, soția lui Besemenov
- Maxim Gorki: Vassa Jeleznova — Vassa Borisovna Jeleznova
- James Gow – Arnaud D'Usseau: Rădăcini adânci — Bella Charles, administratoare
- Aleksandr Griboedov: Prea multă minte strică — Klestova
- Arkadi Grigulis: Argilă și porțelan — soția chiaburului
- Gyula Háy: Tiszazúg — Juli
- Jenő Heltai: Cavalerul mut — regina Beatrix / doica Nardella
- Herman Heyermans: Bună speranță — Matilda, soția lui Jansen
- Ionel Hristea: O singură viață — Niculina, menajeră
- Jenő Huszka: Gül-Baba — Zulejka, guvernanta lui Leila
- Konstantin Isaev – Aleksandr Galici: La telefon Taimirul — Kirpicinikova
- August Jakobson: Două tabere — profesoara de liceu Maret Miart, soția compozitorului Miart Laagus
- Peter Karvaš: Liturghia de la miezul nopții — Vilma, soția lui Bálint Kubis
- Alexandru Kirițescu: Gaițele — Aneta Duduleanu
- Károly Kisfaludy: Dezamăgiri — Lina
- John Knittel: Via Mala — doamna Richenau
- Károly Kós: Budai Nagy Antal — văduva Budai
- György Kovács – Eugen Mirea: Ultimul tren — văduva Szabó
- Boris Lavreniov: Ruptura — Sofia Petrovna, soția lui Evgheni Berseniev
- Boris Lavreniov: Vocea Americii — doamna Kidd
- Horia Lovinescu: Citadela sfărâmată — Adela, sora bogată a lui Grigore
- Horia Lovinescu: Febre — Arculina
- Niccolò Machiavelli: Mătrăguna — Sostrata
- William Somerset Maugham: Jack Straw — doamna Parker Jennings
- Sándor Márai: Kaland — asistenta
- Serghei Mihalkov: Cravata roșie — Kapitolina Petrovna, bunica
- Molière: Tartuffe — doamna Pernelle
- Ferenc Molnár: Liliom — doamna Muskát
- Zsigmond Móricz: Chef boieresc — bătrâna
- Zsigmond Móricz: Fii bun până la moarte — doamna Török
- Zsigmond Móricz: Notarul Sári — soția notarului
- Zsigmond Móricz: Nu pot trăi fără muzică — mătușa Zsani
- Zsigmond Móricz: Pasărea mică — Édes
- Zsigmond Móricz – Mihály Fazekas: Mateiaș Gâscarul — bunica
- László Németh: Villámfénynél — Margit
- Branislav Nušić: Doamna ministru — Zsivka, soția lui Szima Popovics
- István Örkény: Joc de pisici — Adelaida Cs. Bruckner
- Camil Petrescu: Jocul ielelor — Irena Romescu
- Evgheni Petrovici] (Petrov): Insula păcii — dna Jacobs, soția lui Joseph Jacobs
- Leonid Rahmanov: Bătrânețe zbuciumată — Maria Ivanovna, soția profesorului Polejev
- Edmond Rostand: Cyrano de Bergerac — Duenna
- Edmond Rostand: Micul vultur — Maria Luiza
- Mihail Sebastian: Ultima oră — Ana
- George Bernard Shaw: Profesiunea doamnei Warren — doamna Warren
- Konstantin Simonov: Un flăcău din orașul nostru — Ana Ivanovna
- Aleksandr Skvarkin: Tinerețe — Olga Petrovna, soția lui Karaulev
- András Sütő: Formidabilul Ghedeon — Anna
- András Sütő: Nuntă la castel — doamna Anna Kincses, mama brigadierei Zsuzsika
- Lajos Szabó: Refugiul — doamna Varju
- Albert Szirmai – Tamás Ernőd: Turta dulce — bătrâna doamnă Jóska
- Áron Tamási: Pasărea cântătoare — Régina
- Robert Thomas: Opt femei — Madame Chanel, bucătăreasa
- Lev Tolstoi: Puterea întunericului — Matriona
- Ede Tóth: Golanul satului — Rózsi Finum
- Ernő Urbán: Tűzkeresztség — doamna Bokor, Vas Lina
- Gábor Vaszary: Bubus — Jolán, soția lui Gáspár
- Petru Vintilă: Cine ucide dragostea — tanti Veta
- Tiberiu Vornic – Ioana Postelnicu: Împărăția lui Machidon — Maria, soția lui Machidon Olteanu
- Arnold Wesker: Rădăcini — doamna Bryant
- Thornton Wilder: Orașul nostru — mama
- Paul Zindel: Efectul razelor gamma asupra anemonelor — guvernanta

## Filmografie
- Castelanii (1967)

## Distincții
- Ordinul Muncii clasa a III-a (28 ianuarie 1954) „cu ocazia împlinirii a cinci ani de activitate a Teatrului de Stat din Arad, Teatrului de Stat din Brăila, Teatrului Maghiar de Stat din Cluj, Teatrului Evreesc de Stat din București, Teatrului Maghiar de Stat din Oradea, Teatrului de Stat din Ploești, Teatrului de Stat din Pitești, Teatrului de Stat din Reșița, Teatrului de Stat din Sibiu, Teatrului Maghiar de Stat din Sf. Gheorghe, Teatrului de Stat din Orașul Stalin, Teatrului Secuesc de Stat din Târgu Mureș, Teatrului Evreesc de Stat din Iași, Teatrului de Stat din Timișoara și pentru merite în activitatea artistică”[13]
- titlul de Artist Emerit al Republicii Populare Romîne (12 ianuarie 1957)[2][3][5] „cu ocazia aniversării a 10 ani de la înființarea Teatrului Secuiesc de Stat din Tîrgu Mureș și pentru merite deosebite în activitatea artistică”[14]
- Ordinul Meritul Cultural clasa I (6 noiembrie 1967) „pentru activitate îndelungată în teatru și merite deosebite în domeniul artei dramatice”[15]